# 얼룩쿠스쿠스속
얼룩쿠스쿠스속(Spilocuscus)은 쿠스쿠스과에 속하는 유대류 속의 하나이다.

## 특징
몸통 길이는 33.8~64cm이고 꼬리 길이는 31.5~59cm이다. 몸무게는 2~7kg이다. 암컷이 대체로 수컷보다 크다. 웨이게오쿠스쿠스를 제외하고 암수의 털 색이 다르다. 성체 얼룩쿠스쿠스는 완전히 흰색인 경우를 제외하고는 등 쪽은 흰 얼룩 무늬와 함께 흰색을 띠며 배 쪽은 희다. 암컷은 균일한 회색을 띠고 보통 반점이 없다. 검은반점쿠스쿠스와 휠씬 작은 애드미럴티섬쿠스쿠스에서 암컷은 등에 일종의 검은 안장이 있지만 같은 지역의 수컷은 일련의 얼룩이나 반점을 갖고 있다. 웨이게오쿠스쿠스는 암수 모두 아주 작은 반점으로 덮여 있다. 어린 새끼는 일련의 색채 변화를 겪는다. 털은 두툼하고 많아서 귀가 거의 보이지 않는다.
얼룩쿠스쿠스속과 쿠스쿠스속 종을 구별짓는 몇 가지 독특한 특징이 있다. 첫 번째는 암수가 생식기 이외 부분에서 다른 특징을 보이는 성적 이형성이다. 얼룩쿠스쿠스속의 암수 표본에서 두개골 이마뼈가 현저하게 볼록하고 비강으로 열리지 않는 큰 구멍을 갖고 있다. 첫 번째 어금니는 잘 발달된 설측 근심을 가지고 있으며 얼룩쿠스쿠스속에서는 접형골 익상돌기뼈와 후두골 사이의 봉합선이 다른 모든 쿠스쿠스류 보다 훨씬 일찍 발달한다. 암컷은 4개의 젖을 갖고 있다.

## 생태
얼룩쿠스쿠스속은 해발 820m 이하의 열대 우림에서 주로 발견되지만 망그로브 지형과 앞이 트인 숲에서도 서식한다. 굴이나 둥지를 사용하지는 않지만 잠을 잘 수 있는 잎으로 된 작은 침대를 만든다. 주로 야행성 생활을 하고 나무 위에서 생활하는 수상성 동물로 조심스럽게 천천히 나무를 오르고 팔다리로 강하게 붙잡지만 땅 위에 있으면 사람만큼 빨리 달릴 수 있다. 야생에서 먹이는 열매와 꽃, 잎을 먹지만 포획 상태에서는 개밥과 치킨 등도 기꺼이 먹는다. 수컷은 공격적이기 때문에 포획 상태에서 항상 분리시켜 놓는다.
뉴기니섬과 오스트레일리아 양쪽에서 번식기는 연중 지속된다. 새끼 주머니에서 3마리의 새끼까지 발견되기도 하지만 한 마리만 제대로 성장하는 것으로 추정된다. 커먼얼록쿠스쿠스 표본은 포획 상태에서 11년 이상 생존한다.

## 분포 및 서식지
얼룩쿠스쿠스속에서 가장 많은 얼룩쿠스쿠스는 뉴기니섬과 인근 섬, 비스마르크 제도, 스람섬과 인근 섬, 케이프요크반도(퀸즐랜드주)에 분포한다. 애드미럴티섬쿠스쿠스는 현재 마누스섬과 인근 일부 섬에서만 발견되고, 모두 뉴기니섬 북동부 지역에 있는 애드미럴티 제도에 속한다. 웨이게오쿠스쿠스는 뉴기니섬 서쪽 끝 바다에 위치하는 웨이게오섬의 토착종이다. 가장 희귀한 검은반점쿠스쿠스는 현재 뉴기니섬 북부 지역에 분포하고, 똑같이 희귀한 푸른눈반점쿠스쿠스는 인도네시아의 두 개 섬 비악섬과 수피오리섬에서만 서식한다.

## 하위 종
5종으로 이루어져 있다.
- 애드미럴티섬쿠스쿠스 (S. kraemeri)
- 얼룩쿠스쿠스 (S. maculatus)
- 웨이게오쿠스쿠스 (S. papuensis)
- 검은반점쿠스쿠스 (S. rufoniger)
- 푸른눈반점쿠스쿠스 (S. wilsoni)